# 茅麓山战役
茅麓山戰役為1662至1664年間，滿清剿滅南明於中國大陸最後一支武裝勢力—夔東十三家的戰爭。
茅麓山亦作茅蘆山，在湖北興山縣西北，為夔東十三家名將李來亨的據點。康熙元年（1662），清廷於咒水之難捕殺永曆帝後，旋即舉兵二十萬圍剿長期盤踞四川、陝西、湖北三省的夔東十三家，各路清兵分別在李家店、長坪等地與李來亨、劉體純、郝永忠等激戰。至康熙三年（1664）僅李來亨部尚存，清軍十萬大軍四面合圍茅麓山，晝夜環攻，雙方前後相持數月。因李來亨軍中物資漸盡，於六月曾組織兩次突圍，雖拼死奮戰，終寡難敵眾，突出重圍無望。期間李來亨處死了清方派來遊說招降的叛徒李有實。康熙三年（1664年）8月4日，寨內彈盡糧絕已為窮途。李來亨見勢已敗，妥善安排了年邁老母生路，後偕妻、子等闔家自焚殉國。
此役過後，南明位於中國大陸的勢力悉數覆亡，僅餘臺灣的明鄭孤懸海外。此役於史界中與磨盤山血戰（永曆朝廷被逼流亡緬甸）、咒水之難（永曆帝被捕殺）及澎湖海戰（明鄭降清）一同被認為象徵南明滅亡的事件之一，但何一事才真正代表南明滅亡則眾說紛紜。